# 見沼三原則
見沼三原則（みぬまさんげんそく）とは、見沼が干拓された際に作られた水田（見沼田圃）を緑地として保護するために埼玉県によって作られ、1965年から1995年まで施された規制である。

## 概要
埼玉県は、1958年の狩野川台風で大きな影響を受けたが、見沼田圃の治水能力が予測されていたよりも優れていたため、さらなる被害を免れることができた。その利点から、見沼田圃の農地の転用を防止し、治水能力の低下を防ぐためにこの規制が設けられた。
1965年に「見沼田圃農地転用方針（見沼三原則）」が制定され、地権者の権利が制限された。また、1969年に見沼田圃農地転用方針を補足する形で「見沼田圃の取扱について（三原則補足）」が定められ、方針の具体化が示された。見沼田圃に適さない土地利用がされていた箇所は1998年から県により公地化とすることになった。
しかし、農家からは土地の転用を求める声が強まり、1995年に見沼三原則および三原則補足は廃止され、新たに「見沼田圃の保全・創造・活用の基本方針」が定められ、土地利用の制限は多少緩み、緑地として保護されるのであれば公園等へと土地利用の転用を実行しても良いとされた。
見沼三原則が作られた当初は、治水の観点から保護とされただけであったが、結果として東京近郊での最大の緑地が残ることとなった。